# 민주주의는 자유다 - 마르게리타
민주주의는 자유다 - 마르게리타(이탈리아어: Democrazia è Libertà - La Margherita 데모크라치아 에 리베르타 - 라 마르게리타[*]), 줄여서 마르게리타(이탈리아어: Margherita, →데이지 꽃)는 2000년부터 2007년까지 있었던 이탈리아의 중도주의 정당이다. 당시 로마시장이었던 프란체스코 루텔리가 전국 정계에 진출하기 위해 2000년에 선거연합으로 처음 결성됐으며, 2002년에는 정당으로 개편됐다. 좌파민주주의자와 함께 좌파 진영인 올리브나무의 양대 축을 형성했으나 좌파민주주의자보다는 다소 보수적이었다. 루텔리는 이 정당을 기반으로 2001년 총선에 올리브나무의 총리후보로 지명됐지만 우파 진영을 대표하는 실비오 베를루스코니에 밀려 총리에 오르지 못했다. 2006년 총선에서 좌파민주주의자와 통합 올리브나무로 선거에 나서 로마노 프로디를 총리로 올렸으며, 2007년 좌파민주주의자와 합당해 민주당으로 개편됐다.

## 같이 보기
- 중도주의